# Лупака
Лупака е названието на до-колумбов андски народ живял в района на езерото Титикака, в близост до бреговете на сегашната територия на Перу. Представителите му са говорели езика аймара.
Лупака се появяват малко слез залеза на империята Тиуанако в края на 10 век, успявайки да запазят своята идентичност докато са част от империята на инките и около век след като са колонизирани от испанските конкистадори. Историята на този народ върви почти паралелно с развитието на инките, с които те създават трайни и стабилни тесни връзки.
По подобие на друг андски народ моло, лупката въвеждат изключително ефективна система за земеобработка, която им позволявала максимално да се възползват от плодородните земи в близост до езерото. Те използвали стъпаловидна екологична система, която им позволявала да добиват едновременно различни култури от една и съща обработваема площ. Археологическите находки към този момент все още не дават пълна информация за бита и културата на лупака, но се предполага, че са споделяли множество общи чарти с други андски народи, в частност инките. Освен със земеделите лупака се занимавали с животновъдство, риболов и лов на дивеч. Те активно развивали отглеждането на лами, които използвали за превоз и търговски кервани.
Благодарение на процъфтяващата търговия лупака създали множество търговски колонии, които били разположени по маршрутите на керваните. Зоната им на влияние се простирала между съвременните перуански провинции Арекипа и Арика на запад, до чилийско-боливийските скалисти плата на юг до перуанската провинция Канчис на север.
Скоро след покоряването на земите около Титикака от испанските завоеватели културата на лупака, наред с тези на други андски народи запада.